# Petites-Tailles
Petites-Tailles est un village de la commune belge de Vielsalm située en Région wallonne dans la province de Luxembourg. Avant la fusion des communes de 1977, il faisait partie de la commune de Bihain.

## Géographie
Petites-Tailles se trouve à deux kilomètres au sud-est de Fraiture et de la Baraque de Fraiture, ainsi qu’à deux kilomètres à l’ouest de Bihain. Il est bordé à l’ouest et au sud par l’A26/E25.
Petites-Tailles est un village du plateau des Tailles.

## Histoire
Le premier tir opérationnel d'un missile V2 était prévu le 6 septembre 1944, depuis un site au sud du village des Petites-Tailles, mais des ennuis techniques et l'avance des Alliés qui avaient franchi la Meuse contraignirent les Allemands à se rapprocher de leur frontière. Il aura finalement lieu deux jours plus tard à une vingtaine de kilomètres plus à l'est, sur la route entre Gouvy et Sterpigny, pointé vers Paris.
Le site prévu se trouvait au croisement de la route nationale reliant la baraque de Fraiture à Houffalize (route nationale 30) et du Vieux chemin de Bihain (50° 13′ 50″ N, 5° 46′ 08″ E).